# Floro (cônsul)
Floro (em latim: Florus) foi um oficial bizantino do século V. Nativo de Edessa, era pai do conde Heráclio, que teria exercido função durante o reinado dos imperadores Leão I, o Trácio (r. 457–474), Leão II (r. 474) e Zenão (r. 474–475; 476–491). É mencionado por Teófanes, o Confessor como ex-cônsul, porém seu nome não está listado entre os cônsules ordinários, o que levou os estudiosos a sugerirem um consulado honorário. Ernest Stein, por outro lado, associa-o a Flávio Florêncio, cônsul em 429.